# ETTU Champions League 2013/14
Bei der 16. Austragung der ETTU Champions League in der Saison 2013/2014 konnte der französische Verein AS Pontoise-Cergy TT den ersten Champions-League-Titel gewinnen, nachdem er sich in den beiden Finalspielen gegen Titelverteidiger Gazprom Fakel Orenburg durchsetzte. Die Finalspiele fanden am 17. und 30. Mai statt. Der französische Verein Chartres ASTT wurde disqualifiziert, da Mitspieler Gao Ning parallel bei einem anderen Verein spielte. So rutschte der sieglose Verein Borussia Düsseldorf ins Viertelfinale.

## Vorrunde

### Gruppe A
| Platz | Mannschaft                | Begegnungen | Spiele | Punkte |
| ----- | ------------------------- | ----------- | ------ | ------ |
| 1     | Gazprom Fakel Orenburg    | 4           | 12:3   | 8      |
| 2     | Vaillante Angers          | 4           | 6:9    | 5      |
| 3     | TTF Liebherr Ochsenhausen | 4           | 3:9    | 5      |

| Datum         | Heimmannschaft            | Gastmannschaft            | Ergebnis |
| ------------- | ------------------------- | ------------------------- | -------- |
| 6. Sep. 2013  | Gazprom Fakel Orenburg    | Vaillante Angers          | 3:1      |
| 20. Sep. 2013 | TTF Liebherr Ochsenhausen | Gazprom Fakel Orenburg    | 0:3      |
| 1. Nov. 2013  | Vaillante Angers          | TTF Liebherr Ochsenhausen | 3:0      |
| 6. Dez. 2013  | Vaillante Angers          | Gazprom Fakel Orenburg    | 2:3      |
| 13. Dez. 2013 | Gazprom Fakel Orenburg    | TTF Liebherr Ochsenhausen | 3:0      |
| 20. Dez. 2013 | TTF Liebherr Ochsenhausen | Vaillante Angers          | 3:0      |

### Gruppe B
| Platz | Mannschaft            | Begegnungen | Spiele | Punkte |
| ----- | --------------------- | ----------- | ------ | ------ |
| 1     | AS Pontoise-Cergy TT  | 6           | 17:8   | 11     |
| 2     | UMMC Verkhnaya Pyshma | 6           | 14:9   | 10     |
| 3     | 1. FC Saarbrücken     | 6           | 10:14  | 8      |
| 4     | Eslov Ai              | 6           | 6:16   | 7      |

| Datum         | Heimmannschaft        | Gastmannschaft        | Ergebnis |
| ------------- | --------------------- | --------------------- | -------- |
| 6. Sep. 2013  | 1. FC Saarbrücken     | Eslov Ai              | 3:1      |
| 7. Sep. 2013  | AS Pontoise-Cergy TT  | UMMC Verkhnaya Pyshma | 2:3      |
| 20. Sep. 2013 | 1. FC Saarbrücken     | UMMC Verkhnaya Pyshma | 0:3      |
| 20. Sep. 2013 | Eslov Ai              | AS Pontoise-Cergy TT  | 0:3      |
| 1. Nov. 2013  | AS Pontoise-Cergy TT  | 1. FC Saarbrücken     | 3:2      |
| 3. Nov. 2013  | UMMC Verkhnaya Pyshma | Eslov Ai              | 3:1      |
| 7. Dez. 2013  | UMMC Verkhnaya Pyshma | AS Pontoise-Cergy TT  | 1:3      |
| 6. Dez. 2013  | Eslov Ai              | 1. FC Saarbrücken     | 1:3      |
| 13. Dez. 2013 | UMMC Verkhnaya Pyshma | 1. FC Saarbrücken     | 3:0      |
| 14. Dez. 2013 | AS Pontoise-Cergy TT  | Eslov Ai              | 3:0      |
| 20. Dez. 2013 | Eslov Ai              | UMMC Verkhnaya Pyshma | 3:1      |
| 20. Dez. 2013 | 1. FC Saarbrücken     | AS Pontoise-Cergy TT  | 2:3      |

### Gruppe C
| Platz | Mannschaft      | Spiele | Sätze | Punkte |
| ----- | --------------- | ------ | ----- | ------ |
| 1     | GV Hennebont    | 4      | 10:6  | 7      |
| 2     | Werder Bremen   | 4      | 7:7   | 6      |
| 3     | SPG Walter Wels | 4      | 6:10  | 5      |

| Datum         | Heimmannschaft  | Gastmannschaft  | Ergebnis |
| ------------- | --------------- | --------------- | -------- |
| 6. Sep. 2013  | Werder Bremen   | SPG Walter Wels | 1:3      |
| 20. Sep. 2013 | GV Hennebont    | Werder Bremen   | 1:3      |
| 2. Nov. 2013  | SPG Walter Wels | GV Hennebont    | 2:3      |
| 6. Dez. 2013  | SPG Walter Wels | Werder Bremen   | 0:3      |
| 13. Dez. 2013 | Werder Bremen   | GV Hennebont    | 0:3      |
| 20. Dez. 2013 | GV Hennebont    | SPG Walter Wels | 3:1      |

### Gruppe D
Der französische Verein  Chartres ASTT war eigentlich mit 12:0 in der Einzelwertung und 8 Punkten Tabellenführer. Gegen Ende der Gruppenphase hatte sich jedoch  herausgestellt, dass Gao Ning von Chartres ASTT aus Singapur zeitgleich bei einem Verein der chinesischen A-Liga spielte, dies verstieß gegen die Statuten der ETTU. Daher wurde Chartres ASTT disqualifiziert.  Der in der Vorrunde sieglose Borussia Düsseldorf rückte dadurch ins Viertelfinale nach.
| Platz | Mannschaft               | Begegnungen | Spiele | Punkte |
| ----- | ------------------------ | ----------- | ------ | ------ |
| 1     | SVS Niederösterreich     | 4           | 6:8    | 6      |
| 2     | Borussia Düsseldorf      | 4           | 2:12   | 4      |
| 3     | Chartres ASTT (disqual.) | 4           | 12:0   | 8      |

| Datum         | Heimmannschaft       | Gastmannschaft       | Ergebnis |
| ------------- | -------------------- | -------------------- | -------- |
| 4. Sep. 2013  | SVS Niederösterreich | Borussia Düsseldorf  | 3:2      |
| 20. Sep. 2013 | Chartres ASTT        | Borussia Düsseldorf  | 3:0      |
| 1. Nov. 2013  | SVS Niederösterreich | Chartres ASTT        | 0:3      |
| 6. Dez. 2013  | Borussia Düsseldorf  | SVS Niederösterreich | 0:3      |
| 13. Dez. 2013 | Borussia Düsseldorf  | Chartres ASTT        | 0:3      |
| 20. Dez. 2013 | Chartres ASTT        | SVS Niederösterreich | 3:0      |

## K.-o.-Phase

### Viertelfinale
Die Hinspiele fanden vom 17. bis 26. und die Rückspiele vom 24. bis 31. Januar statt.
|                     | Gesamt             |                        | Hinspiel | Rückspiel |
| ------------------- | ------------------ | ---------------------- | -------- | --------- |
| Borussia Düsseldorf | 1:60               | Gazprom Fakel Orenburg | 0:3      | 1:3       |
| GV Hennebont        | 03:50              | UMMC Verkhnaya Pyshma  | 3:2      | 0:3       |
| Werder Bremen       | 03:3(12:14 Sätze)0 | AS Pontoise-Cergy TT   | 3:0      | 0:3       |
| Vaillante Angers    | 04:30              | SVS Niederösterreich   | 1:3      | 3:0       |

### Halbfinale
Die Hinspiele fanden am 7. und 9. März, die Rückspiele am 11. und 12. April statt.
|                       | Gesamt            |                        | Hinspiel | Rückspiel |
| --------------------- | ----------------- | ---------------------- | -------- | --------- |
| UMMC Verkhnaya Pyshma | 5:5(19:20 Sätze)0 | Gazprom Fakel Orenburg | 3:2      | 2:3       |
| AS Pontoise-Cergy TT  | 06:00             | Vaillant Angers        | 3:0      | 3:0       |

## Finale
Die Finalspiele fanden am 17. und 30. Mai statt.
|                      | Gesamt            |                        | Hinspiel | Rückspiel |
| -------------------- | ----------------- | ---------------------- | -------- | --------- |
| AS Pontoise-Cergy TT | 4:4(18:16 Sätze)0 | Gazprom Fakel Orenburg | 3:1      | 1:3       |

### Hinspiel
| Mannschaften | AS Pontoise-Cergy TT | Gazprom Fakel Orenburg | 3:1 |
| ------------ | -------------------- | ---------------------- | --- |
| Einzel 1     | Marcos Freitas       | Dimitrij Ovtcharov     | 1:3 |
| Einzel 2     | Wang Jian Jun        | Vladimir Samsonov      | 3:0 |
| Einzel 3     | Kristian Karlsson    | Alexei Smirnow         | 3:1 |
| Einzel 4     | Marcos Freitas       | Vladimir Samsonov      | 3:1 |
| Tisch 1      | 17. Mai 2014         | 19:45 Uhr (MEZ)        |     |

### Rückspiel
| Mannschaften | Gazprom Fakel Orenburg | AS Pontoise-Cergy TT | 3:1 |
| ------------ | ---------------------- | -------------------- | --- |
| Einzel 1     | Dimitrij Ovtcharov     | Wang Jian Jun        | 3:2 |
| Einzel 2     | Vladimir Samsonov      | Marcos Freitas       | 3:2 |
| Einzel 3     | Alexei Smirnow         | Kristian Karlsson    | 2:3 |
| Einzel 4     | Dimitrij Ovtcharov     | Marcos Freitas       | 3:1 |
| Tisch 1      | 30. Mai 2014           | 13:30 Uhr (MEZ)      |     |

Bei Gleichstand musste das Satzverhältnis entscheiden. Mit 18:16 Sätzen gewann AS Pontoise-Cergy TT den Champions-League-Titel.